# 그룹 테크놀러지
그룹 테크놀러지(group technology) 또는 GT는 기계공업에서 다품종 소량생산을 효과적으로 수행하기 위하여 고안된 기법이다. 즉, 형상·치수 및 공작법의 유사성에 따라서 작업물을 수개 그룹으로 나누고, 각 그룹들에 대해 가장 적당한 공작기계와 공구를 할당함으로써 작업준비·공정간의 운반·공정간의 운반·가공대기시간 등을 감소시키고, 가공물의 수를 증대시켜 생산성을 향상하는 기법이다. 따라서 GT는 기계가공작업이나 조립공정에서 중심을 이루고 설계 → 준비 → 가공 → 조립시스템의 조직·능률화를 도모한다.
GT의 실시에 앞서 확립되어야 할 사항은 작업 대상물의 체계적인 분류방법이다. 이를 위하여 제품의 설계단계에서부터는 부품의 종류 및 표준화가 시도되고, 그룹의 가공이 가능하도록 생산설계에 유의해야 한다. 서독의 오피츠(H. Opitz) 교수에 의한 기본분류를 보면 〔그림 9〕와 같다.
GT의 장점은 ① 표준화·규격화에 따라서 자동설계·수치제어가공 프로그램의 작성이 쉽고, ② 가공순서·일정·공정계획이 간소화되면, ③ 흐름작업화의 촉진, 자동화의 진전, 작업준비시간의 단축, ④ 숙련도 향상, ⑤ 제조원가절감·품질향상 등이 있다. 반면에 결점으로는 ① 재공품이나 제품재고의 증가, ② 수요변동에 대한 탄력성 결핍, ③ 설비의 고장에 의한 공정 정체현상의 증대, ④ 공작물 분류시스템 작성, 그룹 가공 공정계획 등 계획 업무의 증가 등이다.